# 힘내라 대한민국
《힘내라 대한민국》은 2025년 2월 27일에 개봉한 대한민국의 영화이다.

## 캐스팅
- 최윤슬 (내레이션)
- 윤석열

## 참고 사항
- 건국전쟁, 길위에 김대중 등이 나온 2024년과 마찬가지로 정치 다큐멘터리 영화들이 줄줄이 나오고 있는데 대통령 김대중, 건국전쟁2, 준스톤 이어원과 같은 년도에 개봉하는 정치 다큐멘터리 영화다.[1]

## 삽입곡
- 빛이였습니다